# クローズド・サークル
クローズド・サークル（closed circle）とは、ミステリ用語としては、何らかの事情で外界との往来が断たれた状況、あるいはそうした状況下でおこる事件を扱った作品を指す。
過去の代表例から、「嵐の孤島もの」「吹雪の山荘もの」「陸の孤島もの」「客船もの」「列車もの」などの様に分類されることもある。
クローズド・サークルは密室の一種とされることも多いが、密室と非密室の境界を問題とする不可能犯罪ではなく、ドラマを室内に限定する密室劇である。

## 歴史

### クローズド・サークル作品の起源
世界最初のクローズド・サークルをテーマにした著名ミステリ作品がどれなのかは明確になっていないが、森田崇はモーリス・ルブランの短編「ルパン逮捕される （L'Arrestation d'Arsène Lupin）」（1905年発表）が初であり、クローズド・サークルものを案出したとの説を述べている。大西洋横断中の豪華客船を舞台としており、怪盗アルセーヌ・ルパンの初登場作品でもある。
早い時期の著名な長編は、1933年に出版されたエラリー・クイーンの『シャム双生児の秘密』、同じく1933年出版のフィリップ・マクドナルドの『生ける死者に眠りを（R.I.P.）』がクローズド・サークルミステリーとして挙げられる。
アガサ・クリスティーの『そして誰もいなくなった』、綾辻行人の『十角館の殺人』は「伝説的なクローズド・サークルミステリー」と評される。

### 「クローズド・サークル」という言葉
古くはドロシー・セイヤーズが、1934年1月7日付「サンデー・タイムズ」紙の書評欄で、アガサ・クリスティの『オリエント急行の殺人』について、“Moreover, the problem is of the perfect "closed circle" type...“と記しているが、「クローズド・サークル」という言葉が頻繁に使われるようになったのは1990年代以降である。
有栖川有栖の『月光ゲーム』（1989年）の中で使われたのが普及のきっかけとされるが、有栖川自身は大学時代に読んだ『推理小説雑学事典』（中村勝彦・慶応大学推理小説同好会監修）で見たのが最初で、おそらく慶大推理研の造語だろうとしている。

## クローズド・サークルの要素
登場人物の限定
クローズド・サークルの内外の往来は断たれているため、その状況で起こった事件の犯人は、輪の中に閉じ込められた人々の中にいなくてはならないことになる。
基本的には、作品序盤からいる主要メンバーの中に、真犯人がいる場合が多い。作品の中盤以降になって、いきなり今まで語られたことのなかった登場人物（容疑者）が増えることは、本格推理作品においてはアンフェアとされる。
連絡手段の限定
クローズド・サークルは、電話などによって外部と情報が往来できるかできないかに分類できる。狭義では電話などが通じず（または存在せず）外部と情報が往来できない状況下のみを指し、広義では電話などが通じて外部と情報が往来できる状況下を含める場合がある。
外部と情報の往来ができる場合は、別の探偵役や警察機関が外部から捜査を行った上で、人間関係や動機を調べて容疑者を絞った情報を内部の人に知らせることがある。
外部と情報の往来ができない場合は、現実的な警察機関の介入、組織的捜査や科学的捜査を排して、純粋にロジックによる犯人当ての面白みを描ける利点もある。また、登場人物や読者の恐怖心を煽ると同時に、素人探偵が警察を差し置いて、内部で犯人探しに取り組むことの理由付けになっている。
交通手段の限定
閉鎖された場所からの逃走手段があるのか、いつ外部に脱出できるのかも物語の核となる条件となる。上記の「外部連絡の有無」との兼ね合いもあるが、いつ警察が介入できるのかも、物語を大きく左右する要素である。状況によっては食料・飲料・燃料などが尽きたり、緊急手術の必要があり命の危険が迫るなど、物語に緊迫感を与える要素が加わる場合もある。
また、犯人にだけ使用可能な秘密のルートで外部と行き来ができたというようなトリックは、よほど巧妙に用いるのでなければ、多くの場合不評をこうむることになる。
犯行時間の限定
ミステリーにおいては、一定時間内において犯行が行われたと推理できる場合が多い。クローズド・サークルの場合は、船が港を離れてから再び港に着くまでの間や、嵐が始まって終わるまでの間などであり、大雑把だがある程度の犯行時間は限定される。
例外としてクローズド・サークル完成前に犯行が行われる作品や、クローズド・サークルが破られた後に犯行が行われた作品なども存在する。

## 事件の種類
クローズド・サークルで行われる犯行は、その他の推理小説全般と同様、多くは殺人である。その場合は、特定の少人数だけ殺害する場合と、内部にいる全員を手にかけることを目的とする場合がある。
特定人物を殺害する場合
特定の少人数だけ殺害する場合は、一定期間が過ぎて警察などの外部からの捜査が可能になる場合がある。しかし、犯行時間から長時間が経過していることが多く、事件現場の保全などが難しくなり、事件解明を困難になっている。
全員を殺害する場合
殺害が終わることなく進行し続けていく場合、生存者は内部にいる全員を殺害するのではないかと考えるようになり、恐怖で錯乱状況に陥る描写が描かれることがある。外部と情報の往来ができない場合、さらにその傾向が強まる。また、犯人も殺害を進行させていくに従って生存者が減るため、容疑者候補が絞られることと生存者も用心するようになるため、それにどう対処するのかも注目される。
全員を殺害した場合、エピローグにおいて事件について語る者がいなくなってしまうため、犯人による「犯行を自供する手紙」などが残される場合があり、そこで真相が語られるのが定番となっている。
それ以外には窃盗事件なども好んで選ばれるテーマであり、逃走もままならない中で、どこに盗品を隠すのか?などが重要な眼目となる。

## 分類
クローズド・サークルで発生する事件は多くの場合、計画的な犯行である。
多くの場合、クローズド・サークルの形成まで犯人の計画、あるいは予想によってなされたものである。犯人はなぜ「限られた容疑者の中に自分も含まれ、また犯行後逃走することもままならない状況下で事におよんだか?」もこうしたジャンルの重要な要素となる。
クローズド・サークルが予期せぬ形で形成されたために、犯人が犯行を思い立つというケースも少なくはない。その場合にも「その状況がどうして犯人にとって好都合であったのか?」が問われることになる。
計画的、又は衝動的に犯行におよんでしまった後、予期せずクローズド・サークルが形成されてしまう、というケースの場合、その後の犯人の行動が重要となり、多くの作品の場合それは「犯人の不可解な行動」としてあらわれることになる。

## 種類

### 人為的なクローズド・サークル
多くの場合こうしたクローズド・サークルをつくりだすのは犯人自身であるが、他者が別の思惑があってつくりだした状況を犯人が利用するケースもある。
「決まった日時まで迎えが来ないことになっている無人島に登場人物たちを誘い出す」などの方法もあるが、その場合、犯人としてまず疑われるのがそうしたツアー、イベントを企画した人物となってしまい、作者としては読者の推理をどう外すかが問われることにもなる。
- 下山するために必ず通らなくてはいけないつり橋を落としてしまう
- その場にある自動車のタイヤを全部パンクさせてしまう

### 災害などによるクローズド・サークル
犯人にとっても予想外に形成されてしまったクローズド・サークルである場合が多い。
「山火事に追い詰められた山荘」や「地震によって倒壊したビルの地下室」など、より深刻な状況下で、「自分の命も危険なその状況でなぜその犯行におよばなくてはいけなかったのか?」 、殺人事件であれば「そのままなら当然死ぬはずの人物をなぜあえて殺したのか?」を問う作品も存在する。
- 吹雪の山荘（吹雪・雪崩など）
- 嵐の孤島（台風・定期船の運行が数日先…など）
- 陸の孤島（がけ崩れ・トンネルの崩落など）
- 列車もの (長距離の運行中や、トンネル崩落により足止め…など)
- 客船もの (エンジン故障・嵐による足止め…など)
- 宇宙もの（長距離の運行中や、宇宙漂流・通信不能に陥った…など）

### その他
物理的にはなんら外界との往来、連絡は閉ざされていないのだが、登場人物たちの事情によってそれができないというようなクローズド・サークルも存在する。本来のクローズド・サークル作品へのパロディや、ユーモア・ミステリで用いられることが多い。
- 宗教的な理由で、登場人物たちはその場所に一定期間とどまり続けることを義務付けられている。
- その場所を離れることで、遺産や賞金の権利などを失ったり、経済的に大きな損失をこうむることになる。
- 過去の犯罪や過ちなどを露見することを恐れ、留まらざるをえない。
- 登場人物たちはクローズド・サークルを疑似体験するイベントへの参加者であって、その様な状況にあることを前提として振舞わなくてはいけないルールになっている[5]。

## クローズド・サークルの作品リスト
過剰な列挙を防ぐため、ここでは「記事ページがあるミステリー作品」のみを列挙する。
日本国外の小説
- 1933年『シャム双子の謎』 (エラリー・クイーン)
- 1939年『そして誰もいなくなった』 (アガサ・クリスティ)
- 1939年『読者よ欺かるるなかれ』（カーター・ディクスン（ディクスン・カー））

日本国内の小説
- 1987年『十角館の殺人』（綾辻行人）
- 1989年『月光ゲーム Yの悲劇'88』（有栖川有栖）
- 1989年『孤島パズル』（有栖川有栖）
- 1990年『仮面山荘殺人事件』（東野圭吾）
- 1992年『双頭の悪魔』（有栖川有栖）
- 1996年『ある閉ざされた雪の山荘で』（東野圭吾）
- 1996年『すべてがFになる』（森博嗣）
- 2000年『オーデュボンの祈り』（伊坂幸太郎）
- 2001年『黒祠の島』（小野不由美）
- 2002年『オイディプス症候群』(笠井潔)
- 2007年『インシテミル』（米澤穂信）
- 2017年『屍人荘の殺人』（今村昌弘）
- 2019年『魔眼の匣の殺人』（今村昌弘）
- 2021年『兇人邸の殺人』（今村昌弘）